# Thunderstruck (singolo)
Thunderstruck è uno dei singoli più noti della band australiana AC/DC, il primo singolo estratto dall'album The Razors Edge.
Nel 2021 la canzone ha raggiunto e superato il miliardo di visualizzazioni su YouTube.

## Descrizione

### Thunderstruck
La canzone è stata composta da Angus Young e Malcolm Young. È stata suonata in tutti i Live degli AC/DC da The Razors Edge in poi, spesso come introduzione. È infatti l'introduzione del live Live e del tour di The Razors Edge.

### Fire Your Guns
La canzone è caratterizzata da un riff di chitarra elettrica molto veloce e complesso composto da Angus Young, e tutto il brano in sé trasmette un senso di velocità e dinamismo. Il pezzo è stato spesso suonato nei live della band ed è possibile ascoltarlo nel live Live.

## Video musicale
Nel video della canzone, la band suona da vivo alla Brixton Academy di Londra. Il video è vivacizzato, oltre che dalle riprese in grandangolo del pubblico e dalla Duck walk di Angus Young, dalle iniziali soggettive sulla paletta del chitarrista e sulla bacchetta del batterista Chris Slade.

## Classifiche
| Paese (1990) | Posizione massima |
| ------------ | ----------------- |
| Finlandia    | 1                 |
| Germania     | 21                |
| Regno Unito  | 13                |

## Formazione
- Brian Johnson - voce
- Angus Young - chitarra solista
- Malcolm Young - chitarra ritmica, cori
- Cliff Williams - basso, cori
- Chris Slade - batteria

## Cultura di massa
- La canzone accompagna l'entrata in campo all'Allianz Stadium della Juventus per il riscaldamento che precede ogni partita casalinga di Serie A, Coppa Italia e competizioni UEFA.
- La canzone accompagna l'entrata in campo allo  Stadio Olimpico della S.S.Lazio per il riscaldamento che precede ogni partita casalinga di Serie A, Coppa Italia e competizioni UEFA.
- La canzone viene usata come sottofondo musicale di Paddock Live Show, trasmissione di introduzione a prove libere, qualifiche e Gran Premi di Formula 1 trasmessi su Sky Sport F1.
- Viene utilizzata per accompagnare la prima operazione antincendio visualizzata nel film Planes 2 - Missione antincendio.
- La si può ascoltare nel blockbuster Battleship, quando i superstiti della John Paul Jones si mettono ai comandi della U.S.S. Missouri.
- La canzone viene utilizzata anche nel film Deadpool 2.
- Nel film L'altra sporca ultima meta la canzone è utilizzata all'inizio della partita fra secondini e carcerati.
- Il film australiano Thunderstruck del 2004 è ispirato, fin dal titolo, al brano degli AC/DC.
- La canzone è inoltre presente nella colonna sonora del film Iron Man 2.
- La canzone è inoltre presente nella colonna sonora del film d'animazione del 2023 Super Mario Bros. - Il film, si sente nella scena dove mario, peach e toad costruiscono i loro kart.
- La canzone è inoltre presente nella sesta stagione della serie televisiva Cobra Kai.
- Nel trailer di Cattivissimo Me 4, si sente la canzone quando vengono mostrati i mega-minion.